# Berno z Reichenau
Berno z Reichenau także niem. Bern (ur. ok. 978, zm. 7 czerwca 1048 w Reichenau) – duchowny Kościoła rzymskokatolickiego, opat klasztoru Reichenau (1008–1048).

## Życiorys
Berno kształcił się w klasztorach benedyktyńskich w Fleury (do 999 roku) i Prüm. W 1008 roku powołany na stanowisko opata w Reichenau przez króla Henryka II Świętego (973/978–1024). Berno przeprowadził reformę klasztoru i skonsolidował jego stosunki gospodarcze.
Za czasów Berno odbudowano katedrę św. Marii i św. Marka w Mittelzell i wzniesiono m.in. trzy nawy oraz masywny westwerk z wieżą.
Berno wspierał Henryka II, któremu towarzyszył w 1013 roku w wyprawie do Rzymu i koronacji na cesarza. Henrykowi III (1017–1056) dedykował część swoich dzieł.
Obok Hermana z Reichenau (1013–1054) był jednym z najbardziej wszechstronnych ówczesnych uczonych. Utrzymywał kontakty z arcybiskupem Moguncji Aribo (990–1031), arcybiskupem Kolonii Pilgrimem (zm. 1036), arcybiskupem Magdeburga Gero z Magdeburga (zm. 1023), biskupem Liège Wazo (985–1048) oraz z królem Węgier Stefanem I (969–1038). Dzieła Berno obejmują prace z zakresu liturgii (m.in. Liber qualiter adventus celebretur, Dialogus qualiter quatuor temporum ieiunia per sua sabbata sunt observanda), teologii (m.in. De concordia officiorum), hagiografii i teorii muzyki (m.in. Musica, De varia Psalmorum atque cantuum modulatione, De consona tonorum diversitate, zbiór chorałów gregoriańskich), a także kompozycje hymnów i liturgii godzin.
Berno zmarł 7 czerwca 1048 roku w Reichenau.